# Dick Sundevall
Dick Gustav Sundevall, ursprungligen Carlsson, född 17 september 1946 i Uppsala, död 11 juli 2024, var en svensk journalist, författare och samhällsdebattör. Han var chefredaktör för det nätbaserade kriminal- och rättsmagasinet Para§raf.

## Biografi
Sundevall växte upp i Rågsved och ansåg sig ha en stark känsla för de människor som kommer från förorterna. Han lärde sig skriva när han var engagerad i FNL-grupperna och var organisationssekreterare i Sveriges kommunistiska parti vid partiets bildande 1967.
Han utbildade sig till fotograf på Stockholms stads fotoskola på 1960-talet och sökte 1979 in på Journalisthögskolan. Han tog aldrig någon examen, men fick efter sin praktik på Aktuellt jobb som allmän- och arbetsmarknadsreporter.
Mellan 1983 och 1989 drev han ett videoproduktionsbolag som bland annat gjorde företagsinformation och informationsfilmer, men övergick mer och mer till journalistiken och det dokumentära reportaget. 
1996 gjorde Sundevall flera inslag för Sveriges Televisions program Striptease om miljön i fängelserna, och kom då i kontakt med Joy Rahman, som hävdade att han satt oskyldigt dömd. Tillsammans med advokaten Peter Althin engagerade han sig i fallet som slutade med att den morddömde Rahman fick resning och blev frikänd med ett statligt skadestånd på drygt 10 miljoner kronor. För detta nominerades Sundevall 2002 till Stora journalistpriset och mottog 2003 Ordfronts demokratipris.  Han uppmärksammade även det så kallade Rinkebymordet, bland annat i boken Tre bröder 2005, för vilken Sundevall och hans medförfattare mottog Guldspaden.
Hösten 2007 var han aktuell som en av avslöjarna bakom Trond Sefastsson-affären. Han blev aktuell igen hösten 2008 när han polisanmälde länspolismästaren Carin Götblad för tjänstefel i samband med en brottsprovokation år 2000, en affär Sundevall skrivit boken Hanteraren om. Åklagaren fann emellertid inga skäl till att inleda en förundersökning.
Sundevall var initiativtagare till KY-utbildningen Kvalificerad Researcher som fanns 2007–2012 på Kompetenstorget i Stockholm, och har även varit redaktionschef på tidskriften Skurk, som utkom 2010–2011.
Han var en av initiativtagarna till webbtidskriften Magasinet Paragraf, som lanserades i april 2012, och var (2018) chefredaktör och ansvarig utgivare för denna.
Sundevall omkom i en trafikolycka i Sparreholm den 11 juli 2024.

### Familj
Sundevall var far till tre barn: Fia Sundevall, Carl M. Sundevall och These Sundevall. Han har, tillsammans med sin tidigare sambo, Åsa Lekberg, skrivit boken Skiljas tillsammans.

## Priser och utmärkelser
- 2003 - Ordfronts demokratipris för sitt arbete med fallet Joy Rahman[14]
- 2005 – Guldspaden i bokklassen för "Tre bröder" (tillsammans med Christian Holmén)[15]